# So much for you
"So Much for You"—en español: "Demasiado para ti"— es una canción desprendida del álbum debut Headstrong de la cantante Ashley Tisdale.

## Información de la canción
La canción fue escrita y producida por los productores asocioados The Matrix. El tema fue utilizado en un sinnúmero de programas de televisión en el mundo, entre los cuales destacan America's Next Top Model y The Pussycat Dolls Present: Girlicious en los Estados Unidos y la versión chilena de Next.
La canción además aparece en la banda sonora internacional de la telenovela brasileña Duas Caras, esta exposición causó un moderado impacto radial en ese país, lo cual se vio reflejado en su promoción por ese medio y posterior ingreso en la lista semanal oficial de las 100 canciones más importantes de Brasil.

## Formato y lista de canciones
Sencillo Promocional Warner Bros. Records B0027028R4 (WEA)
Lanzamiento: 12 de abril de 2008
| Sencillo Promocional |                   |                      |       |
| 1                    | "So Much for You" | Album Version        | 03:05 |
| 2                    | "So Much for You" | Jack D. Elliot Remix | 03:57 |

## Listas musicales de canciones
| País    | Lista musical   | Primera semana | Posición de ingreso | Mejor posición | Semanas en la mejor posición | Semanas en la lista musical | Última semana |
| ------- | --------------- | -------------- | ------------------- | -------------- | ---------------------------- | --------------------------- | ------------- |
| América |                 |                |                     |                |                              |                             |               |
| Brasil  | Hot 100 Singles | 19-04-2008     | 75                  | 75             | 1                            | 4                           | 04-07-2008    |